# Xetra

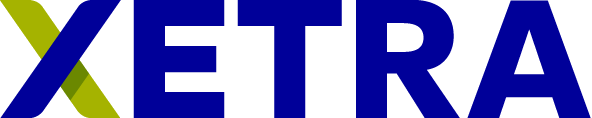
Xetra Logo

Xetra ("Exchange Electronic Trading") é um sistema de compra e venda de valores mobiliários com sede em Frankfurt, Alemanha.  É operado pela Deutsche Börse.